# شبح (ترانه الا هندرسون)
«شبح» تک‌آهنگی از هنرمند اهل بریتانیا الا هندرسون است که در ۶ ژوئن ۲۰۱۴ منتشر شد.
این تک‌آهنگ در چارت‌های اسکاتلند، بریتانیا در رتبه اول و در چارت‌های لهستان، استرالیا، نیوزلند، اتریش، جزو ده ترانه اول قرار گرفت.